# 锡诺波利
锡诺波利（義大利語：Sinopoli），是意大利雷焦卡拉布里亚广域市的一个市镇。总面积25.78平方公里，人口2202人，人口密度85.4人/平方公里（2009年）。ISTAT代码为080089。